# Vizcondado de Casa González
El vizcondado de Casa González es un título nobiliario español creado por la reina Isabel II en favor de Felicia Alvear y Fernández de Lara, I condesa de San Félix, mediante real decreto del 14 de julio de 1855 y despacho expedido el 26 de diciembre de 1856, en recompensa a los servicios prestados al Estado por su difunto marido Ramón González de Horzola.
En 1929, el rey Alfonso XIII rehabilitó este título en favor de Tomás Martín-Barbadillo y Paúl.

## Vizcondes de Casa González
|                                 | Titular                                  | Periodo                |
| Creación por Isabel II          | Creación por Isabel II                   | Creación por Isabel II |
| ------------------------------- | ---------------------------------------- | ---------------------- |
| I                               | Felicia Alvear y Fernández de Lara       | 1856-1872              |
| Rehabilitación por Alfonso XIII |                                          |                        |
| II                              | Tomás Martín-Barbadillo y Paúl           | 1929-1983              |
| III                             | José Manuel Martín Barbadillo y Arellano | 1986-hoy               |

## Historia de los vizcondes de Casa González
- Felicia Alvear y Fernández de Lara (La Habana, c. 1825-Madrid, 7 de junio de 1872), I vizcondesa de Casa González, I condesa de San Félix, dama noble de la Orden de María Luisa.[5][6]

Casó en primeras nupcias con Ramón González de Órzala y, en segundas nupcias, con Manuel de León de Moncasi y Castel en 1857. El 25 de septiembre de 1929, por rehabilitación, le sucedió:
- Tomás Martín-Barbadillo y Paúl (Sevilla, 12 de enero de 1897-16 de abril de 1983), II vizconde de Casa González, licenciado en Derecho, secretario de la Comisión de Aeronáutica del Aero Club de Andalucía, concejal de Sevilla, jefe de ceremonial de su ayuntamiento, Gran Cruz al Mérito Aeronáutico, caballero de la Orden del Cedro del Líbano y la del Sha de Persia, llamado «el más activo divulgador de la aeronáutica desde 1927 hasta los años setenta del pasado siglo XX».[7]

El 23 de octubre de 1986, previa orden del 5 de septiembre del mismo año para que se expida la correspondiente carta de sucesión (BOE del día 30), le sucedió su hijo:
- José Manuel Martín Barbadillo y Arellano, III vizconde de Casa González.[4]